# Анголь
Анголь (исп. Angol) — город в Чили. Административный центр одноимённой коммуны и провинции Мальеко. Население — 43 801 человек (2002). Город и коммуна входит в состав провинции Мальеко и области Араукания.
Территория коммуны — 1 194,40 км². Численность населения — 50 884 жителя (2007). Плотность населения — 42,6 чел./км².

## Расположение
Город расположен в 105 км на север от административного центра области города Темуко.
Коммуна граничит:
- на севере — c коммуной Насимьенто
- на северо-востоке — c коммуной Ренайко
- на востоке — с коммуной Кольипульи
- на юго-востоке — c коммуной Эрсилья
- на юге — c коммуной Лос-Саусес
- на юго-западе — c коммуной Пурен
- на западе — c коммунами Каньете, Лос-Аламос
- на северо-западе — c коммуной Куранилауэ

## Демография
Согласно сведениям, собранным в ходе переписи Национальным институтом статистики, население коммуны составляет 50.884 человека, из которых 24.559 мужчин и 26.325 женщин.
Население коммуны составляет 5,43 % от общей численности населения области Араукания. 10,66 % относится к сельскому населению и 89,34 % — городское население.